# Ламар (окръг, Джорджия)
Вижте пояснителната страница за други населени места с името Ламар.
Окръг Ламар (на английски: Lamar County) е окръг в щата Джорджия, Съединени американски щати. Площта му е 482 km², а населението - 16 679 души. Административен център е град Барнсвил.